# Azerbaïdjan au Concours Eurovision de la chanson 2009
L'Azerbaïdjan  a remporté le 3e prix au Concours Eurovision de la chanson 2009. Les chanteurs qui ont représenté Azerbaïdjan étaient Arash et Aysel Teymurzade. Ils ont chanté Always.